# Kendall Windham
Kendall Wayne Windham (Sweetwater, 15 dicembre 1967) è un ex wrestler statunitense.
Attivo principalmente durante gli anni ottanta e novanta nella Championship Wrestling from Florida e nella World Championship Wrestling, è il figlio di Blackjack Mulligan e il fratello di Barry Windham.

## Vita privata
Mike Rotunda è sposato con la sorella di Windham. I suoi nipoti, Windham e Taylor, lottarono nella WWE come Bray Wyatt e Bo Dallas rispettivamente.
Nel 1990 Kendall Windham e suo padre Robert Jack Windham furono arrestati dallo United States Secret Service nel corso di un'indagine congiunta con il Florida Department of Law Enforcement (FDLE) con l'accusa di contraffazione di denaro. Le autorità trovarono circa 500,000 dollari in banconote false da 20 dollari. Come risultato del patteggiamento, padre e figlio trascorsero 24 mesi in una prigione federale e furono rilasciati nel 1992.

## Titoli e riconoscimenti
- Championship Wrestling from Florida
  - NWA Florida Heavyweight Championship (5)
  - NWA Florida Tag Team Championship (1) – con Robert Fuller
- Professional Wrestling Federation
  - PWF Caribbean Championship (1)[5]
- Pro Wrestling Illustrated
  - 213º nella lista dei migliori 500 wrestler singoli nei PWI 500 del 1992[6]
  - 444º nella lista dei migliori 500 wrestler singoli nei "PWI Years" del 2003[7]
- World Championship Wrestling
  - WCW World Tag Team Championship (1) – con Barry Windham
- World Wrestling Council
  - WWC World Tag Team Championship (1) – con Barry Windham